# Майское (Самарская область)
Ма́йское — посёлок в Пестравском районе Самарской области. Административный центр сельского поселения Майское.

## История
В 1973 году указом Президиума Верховного Совета РСФСР село центральной усадьбы совхоза «Майский» переименовано в Майское.

## Население
| 2010 |
| ---- |
| 1128 |

## Известные уроженцы
- Ланкин, Виктор Михайлович (1939—2020) — советский чабан, Герой Социалистического Труда.

## Инфраструктура
Личное подсобное хозяйство с зоной сельскохозяйственного использования, индивидуальная застройка усадебного типа.
Основа экономики — сельское хозяйство.  
Майская средняя общеобразовательная школа. Детский сад № 6 Берёзка. Дом культуры

## Транспорт
Автобусное сообщение с райцентром. Остановка общественного транспорта «Майское».